# Polybotrya raddiana
Polybotrya raddiana là một loài dương xỉ trong họ Dryopteridaceae. Loài này được Klf., Link mô tả khoa học đầu tiên năm 1833.
Danh pháp khoa học của loài này chưa được làm sáng tỏ. 